# Ига (город)
Ига (яп. 伊賀市 Ига-си) — город в Японии, находящийся в префектуре Миэ. Площадь города составляет 558,17 км², население — 93 103 человека (1 июня 2014), плотность населения — 166,80 чел./км².

## Географическое положение
Город расположен на острове Хонсю в префектуре Миэ региона Кинки. С ним граничат города Камеяма, Цу, Набари, Кока, Нара и сёла Минамиямасиро, Ямадзоэ.

## Население
Население города составляет 93 103 человека (1 июня 2014), а плотность — 166,80 чел./км². Изменение численности населения с 1980 по 2005 годы:
| 1980 | 95 582 чел.  |  |
| 1985 | 96 846 чел.  |  |
| 1990 | 97 752 чел.  |  |
| 1995 | 101 435 чел. |  |
| 2000 | 101 527 чел. |  |
| 2005 | 100 623 чел. |  |

## Экономика
Важное место занимает туризм, главными объектами посещения являются замок Ига-Уэно (XVI век), Музей ниндзя в Ига-Уэно и несколько синтоистских и буддийских храмов. В городе развито производство лекарств, косметики и медицинского оборудования (заводы компаний Milbon и Rohto Pharmaceutical), промышленного оборудования и комплектующих (заводы компаний Asahi Diamond Industrial, Dijet, Molitec Steel и Nippon Light Metal), электротехники (завод компании Panasonic), сантехники (завод компании Inax Corporation), металлических конструкций (завод компании Minalco).
- Замок Ига-Уэно
- Местный офис NTT
- Автовокзал

## Символика
Деревом города считается сосна густоцветная, цветком — Lilium japonicum, птицей — Phasianus versicolor.